# Зёллихау
Зёллихау (нем. Söllichau) — коммуна в Германии, в земле Саксония-Анхальт.
Входит в состав района Виттенберг. Подчиняется управлению Куррегион Эльбе-Хайделанд. Население составляет 917 человек (на 31 декабря 2006 года). Занимает площадь 16,68 км². Официальный код — 15 1 71 071.